# Ignatius Gronkowski

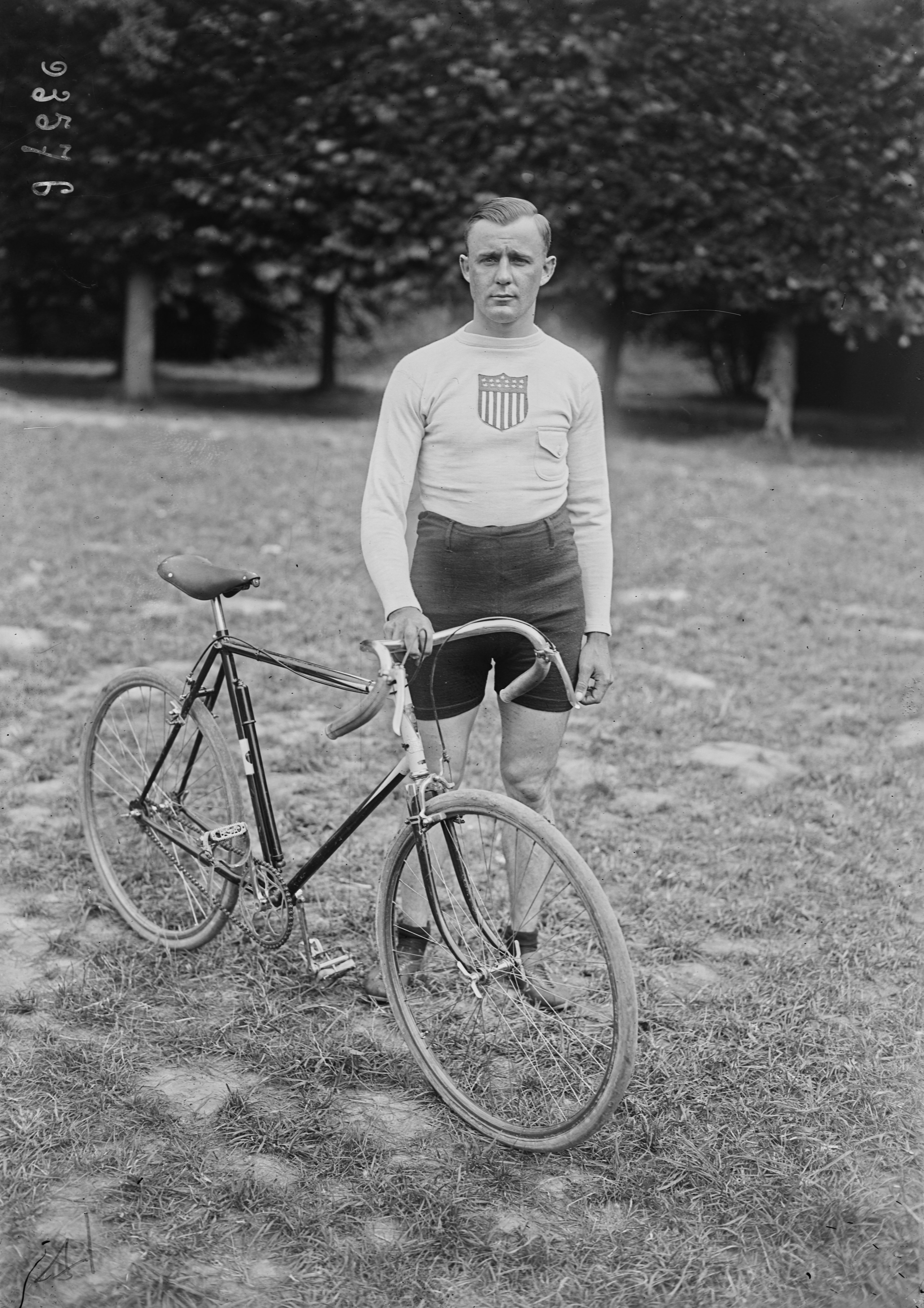
Ignatius Gronkowski (1924)

Ignatius „Iggy“ Gronkowski (* 28. März 1897 in Buffalo, New York; † 1981 ebenda) war ein US-amerikanischer Radsportler, der an den Olympischen Sommerspielen 1924 teilnahm. Im olympischen Straßenrennen kam er auf den 45. Platz.
Gronkowski ist ein Urgroßvater der NFL-Spieler Dan Gronkowski, Chris Gronkowski, Rob Gronkowski und Glenn Gronkowski.